# II. Ahhotep
II. Ahhotep (vagy Jahhotep, „A Hold elégedett”) ókori egyiptomi királyné a XVII. dinasztia idején, talán Kamosze felesége.
Nem világos, hogy az Ahhotep nevével fennmaradt tárgyak egy vagy két személyhez tartoztak, több forrás megkülönbözteti I. és II. Ahhotepet. I. Ahhotep Szenahtenré Jahmesz és Tetiseri lánya, Szekenenré Ta-aa testvére és felesége volt.

## Sírja
A II. Ahhotepként jelölt királyné sírját 1858-ban találták meg Auguste Mariette munkásai Dirá Abu el-Nagában. A múmiát Kena kormányzója 1859-ben elpusztította. A sírban arany- és ezüstékszereket találtak, illetve három aranylegyet – ezeket rendszerint katonai hőstettekért adták kitüntetésként. Némelyik tárgyon Kamosze neve szerepel, de a legtöbbön I. Jahmeszé. Figyelemre méltó egy ceremoniális szekerce rézből, aranyból, elektrumból és fából, melyet minószi stílusú griff díszít; ezen I. Jahmesz neve áll. A szekerce I. Jahmesz győzelmeit ünnepli, felsorolják rajta az uralkodó címeit, ázsiai ellenségek legyőzését ábrázolják, az imaszövegek a fáraó hosszú uralkodásáét fohászkodnak. Luxori Múzeum, CG 52645 / JE4673.

## Esetleges azonossága I. Ahhoteppel
II. Ahhotepet egyedül koporsója felirata azonosítja. A 19. század végén úgy vélték, a Dejr el-Bahari és a Dirá Abu l-Naga-i koporsó is I. Ahhotepé, Szekenenré feleségéé, de létezett egy II. Ahhotep is, aki I. Amenhotep felesége volt (egyesek a Dejr el-Bahari-i koporsót neki tulajdonították).
Az 1970-es években jöttek rá, hogy ez nem tartható, mert a Dejr el-Bahari koporsón szerepel „a király anyja” cím, és I. Amenhotepnek nem volt fia, aki követte volna (bár megvan a lehetősége, hogy volt egy fia, Amenemhat, aki I. Amenhotep társuralkodója volt, de még apja előtt meghalt), így a koporsó I. Jahmesz anyjáé lehet. Robins 1982-es elmélete szerint I. Ahhotepé a Dirá Abu l-Naga-i koporsó, II. Ahhotepé a Dejr el-Bahari koporsó, valamint létezik egy III. Ahhotep, akit egy bizonyos Jahmesz herceg szobrán említenek. Ma Aidan Dodson és Dyan Hilton alapján úgy tartják, hogy I. Ahhotep Szekenenré felesége és I. Jahmesz anyja volt, II. Ahhotep pedig a Dirá Abu l-Naga-i koporsó tulajdonosa, talán Kamosze felesége; a két Ahhotep akkor lehet azonos, ha Kamosze nem a fia volt Szekenenrének, hanem a fivére. (III. Ahhotep létezését már nem feltételezik).
Amelletti érvként, hogy a két Ahhotep nem azonos, azt szokták még felhozni, hogy a Dirá Abu el-Naga-i koporsón a névben szereplő, holdat jelentő iah hieroglifának egy korábbi írásmódja szerepel; ez I. Jahmesz 18. és 22. éve közt változott a későbbire, tehát az ebbe a koporsóba eltemetett Ahhotep legkésőbb ekkor meghalt, Jahmesz anyja pedig még a Jahmeszt követő fáraók uralkodása alatt is életben volt. Ezenfelül koporsóján csak két cím szerepel (Nagy királyi hitves és Egy a fehér koronával), nincs rajta „a király anyja” cím, ami a Dejr el-Bahariban talált Ahhotep-koporsón igen. Utóbbi koporsóba az előbbi nem fér bele, tehát nem képezhették egy temetkezés részét, ami további érv amellett, hogy két különböző személyről van szó.

## További elméletek
Ann Macy Roth elmélete szerint Szekenenrének három felesége volt:
- I. Ahhotep, az ő fia Jahmesz herceg (nem azonos a későbbi fáraóval), és több hercegnő.
- Szitdzsehuti, az ő leánya Ahmesz hercegnő.
- Tetiseri, az ő gyermekei Kamosze, II. Ahhotep és Ahmesz-Henuttamehu. Kamosze és II. Ahhotep gyermekei I. Jahmesz, Ahmesz-Nofertari és Szitkamosze.

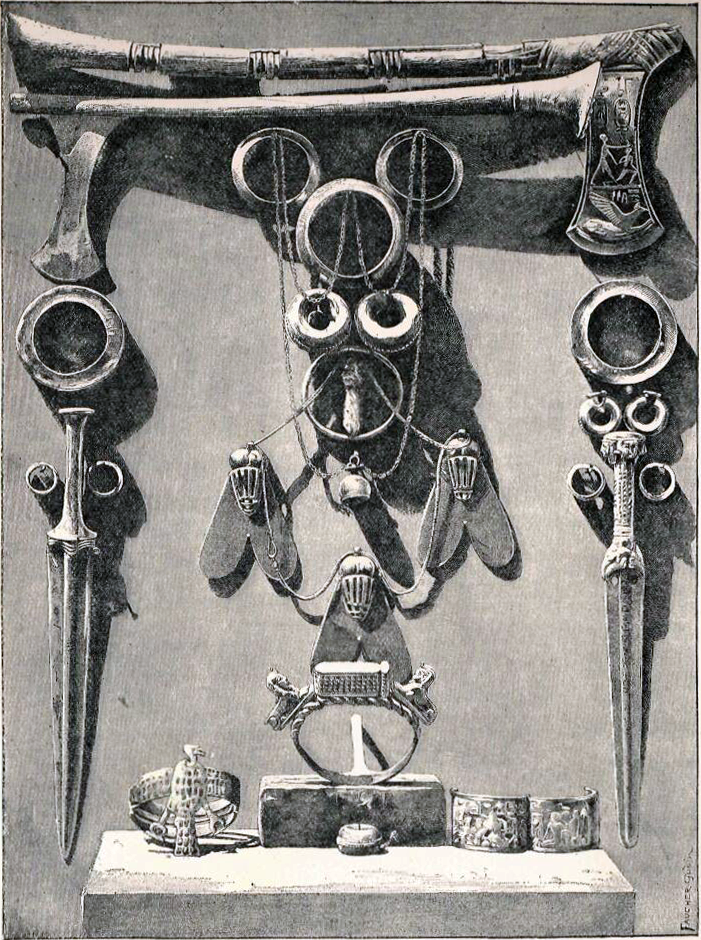
Ahhotep fegyverei és ékszerei sírjából
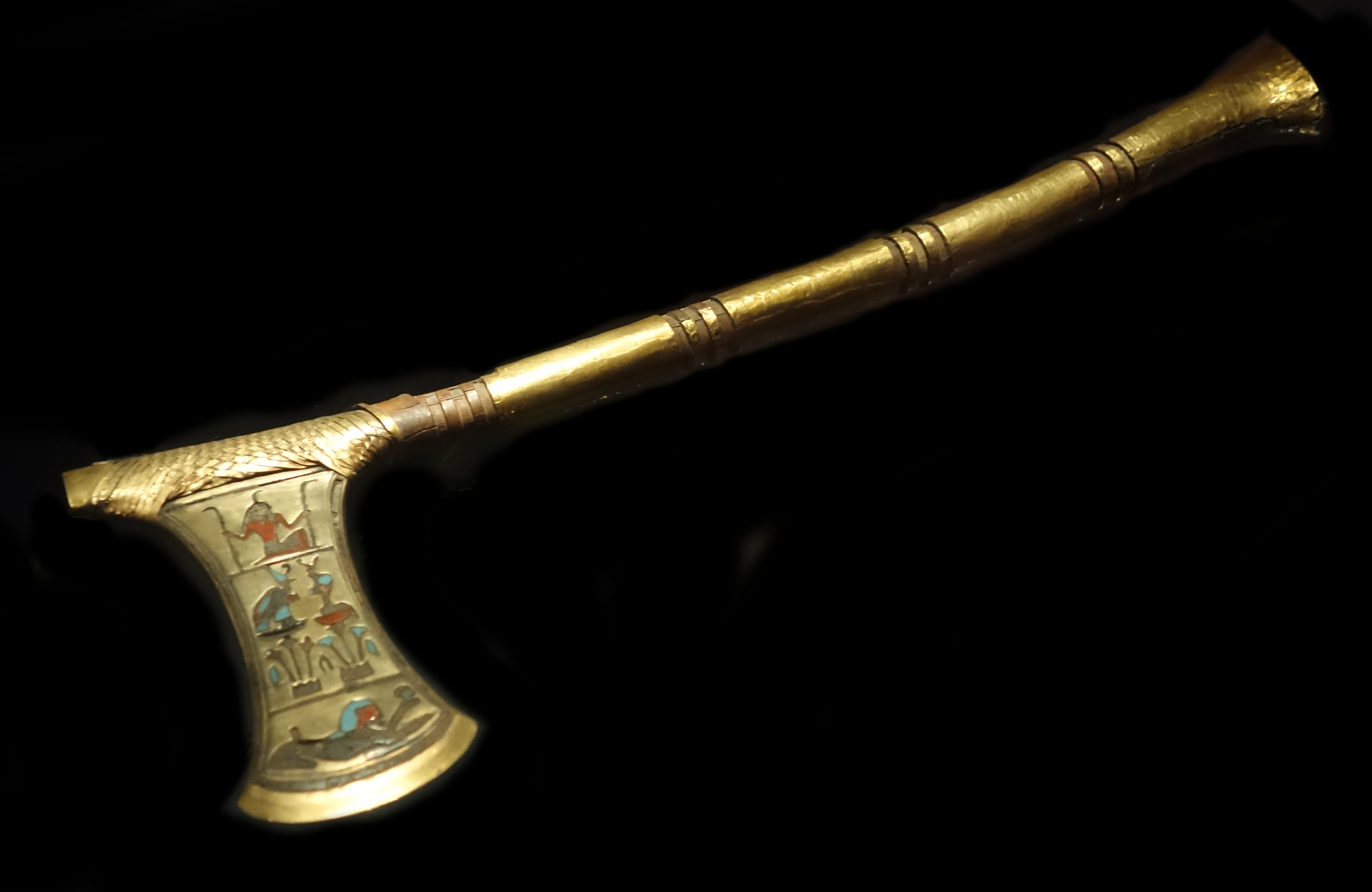
Szekerce I. Jahmesz nevével Ahhotep sírjából